# Eugène Delécluse
Pour les articles homonymes, voir Delecluse.
Eugène Delécluse, né à Paris le 5 août 1882 et mort à Villiers-le-Bel le 3 octobre 1972, est un peintre, illustrateur et graveur aquafortiste français.

## Biographie
Élève de Fernand Cormon, Paul-Louis Delance, Étienne-Jean Delécluze, Émile Renard et Charles Albert Waltner, il expose au Salon des artistes français de 1903 à 1914 puis à la Société nationale des beaux-arts. Il y obtient en 1913 une mention honorable comme graveur. 
Pendant la Première Guerre mondiale, envoyé à Salonique avec l'armée d'Orient, il établit plusieurs dessins pour le journal L'Illustration. 
Eugène Delécluse meurt à Villiers-le-Bel le 3 octobre 1972.